# Wetmorella nigropinnata
Wetmorella nigropinnata е вид бодлоперка от семейство Labridae. Видът не е застрашен от изчезване.

## Разпространение и местообитание
Разпространен е в Австралия, Американска Самоа, Британска индоокеанска територия, Вануату, Гуам, Джибути, Египет, Еритрея, Йемен, Израел, Индонезия, Йордания, Кения, Кирибати, Коморски острови, Мавриций, Майот, Малайзия, Малдиви, Маршалови острови, Мианмар, Микронезия, Мозамбик, Науру, Ниуе, Нова Каледония, Палау, Папуа Нова Гвинея, Питкерн, Провинции в КНР, Самоа, Саудитска Арабия, Северни Мариански острови, Сейшели, Соломонови острови, Сомалия, Судан, Тайван, Танзания, Тонга, Тувалу, Уолис и Футуна, Фиджи, Филипини, Френска Полинезия и Япония.
Обитава морета, лагуни и рифове. Среща се на дълбочина от 1 до 36 m, при температура на водата от 24,4 до 29,2 °C и соленост 32,2 – 36,1 ‰.

## Описание
На дължина достигат до 8 cm.